# Çanakkale Belediye Spor Kulübü 2013-2014
Questa voce raccoglie le informazioni riguardanti il Çanakkale Belediye Spor Kulübü nella stagione 2013-2014.

## Stagione
La stagione 2013-2014 segna il debutto del Çanakkale nella Voleybol 1. Ligi. Per affrontare la massima serie la squadra viene del tutto rivoluzionata, con ben otto ingaggi in estate, tra i quali spiccano i nomi delle serbe Ivana Nešović e Jovana Vesović, mentre in panchina viene confermato Vedat Mekik.
La prima gara stagionale si svolge il 20 ottobre 2013 contro le campionesse in carica del VakıfBank, alle quali le bianco-blu riescono a strappare un set, rimediando subito una sconfitta. Alla quinta giornata la squadra è ancora ferma a zero vittorie, situazione che porta ad un cambio di allenatore, con l'arrivo del serbo Dragan Nešić e della esperta connazionale Vesna Čitaković. Nonostante i nuovi innesti, il Çanakkale continua a collezionare sconfitte fino allo scontro con l'altro fanalino di coda, l'Ereğli, contro il quale arriva alla decima giornata la prima vittoria in massima serie. Con un bilancio di 11 sconfitte in 12 gare, la squadra fallisce l'accesso alla Coppa di Turchia, riservate alle prime otto classificate al termine del girone d'andata. Nel gennaio 2014 il club ingaggia l'esperta palleggiatrice Pelin Çelik, lasciando partire Cansu Güngör ed Elif Boran. Perse le prime tre partite del girone di ritorno, le bianco-blu centrano tre vittorie consecutive contro il Sarıyer, lo Halkbank ed il Beşiktaş. Dopo altre sconfitte, nelle due ultime due gare di regular season il Çanakkale centra due vittorie, nuovamente contro l'Ereğli ed ai danni dello Yeşilyurt. Costrette alla disputa dei play-out dopo il penultimo posto in regular season, le bianco-blu attraversano nella fase cruciale del campionato il proprio momento migliore: sul campo neutro di Bursa affrontano Sarıyer, Halkbank ed Ereğli, centrando cinque vittorie consecutive, e, nella sesta ed ultima gara, vincendo il secondo e terzo set contro il Sarıyer conquistano il punto decisivo, che vale la permanenza nella massima serie.

## Organigramma societario
Area direttiva
- Presidente: İsmet Güneşhan

Area tecnica
- Allenatore: Vedat Mekik (fino al 12 novembre 2013), Dragan Nešić (dal 13 novembre 2013)
- Assistente allenatore: Pınar Çetin, Yüksel Türk
- Statistico: Gökhan Egeli

## Rosa
| N° | Nome                | Ruolo | Data di nascita  | Nazionalità sportiva |
| -- | ------------------- | ----- | ---------------- | -------------------- |
| 1  | Cansu Güngör        | P     | 7 giugno 1988    | Turchia              |
| 1  | Pelin Çelik         | P     | 23 maggio 1982   | Turchia              |
| 2  | Ece Hocaoğlu        | S     | 5 marzo 1994     | Turchia              |
| 3  | Elif Boran          | C     | 2 ottobre 1992   | Turchia              |
| 4  | Ivana Nešović       | O     | 23 luglio 1988   | Serbia               |
| 5  | Ayşe Kılıç          | S     | 15 luglio 1986   | Turchia              |
| 6  | Duygu Sipahioğlu    | C     | 31 ottobre 1979  | Turchia              |
| 7  | Ebru Mandacı        | C     | 8 febbraio 1993  | Turchia              |
| 8  | Selin Doğan         | C     | 18 luglio 1991   | Turchia              |
| 9  | Jovana Vesović      | S     | 21 giugno 1987   | Serbia               |
| 10 | Ecem Alıcı          | S     | 1º gennaio 1994  | Turchia              |
| 11 | Cansu Aydınoğulları | P     | 18 febbraio 1992 | Turchia              |
| 14 | Funda Bilgi         | L     | 8 aprile 1983    | Turchia              |
| 15 | Müge Ocakçı         | L     | 23 febbraio 1991 | Turchia              |
| 17 | Vesna Čitaković     | C     | 3 febbraio 1979  | Serbia               |
| 18 | Burcu Bircan        | O     | 14 giugno 1988   | Turchia              |

## Mercato
| Acquisti | Acquisti            | Acquisti       | Acquisti   |
| R.       | Nome                | da             | Modalità   |
| -------- | ------------------- | -------------- | ---------- |
| P        | Ece Hocaoğlu        | Beşiktaş       | definitivo |
| O        | Ivana Nešović       | Denso Airybees | definitivo |
| C        | Duygu Sipahioğlu    | TED Ankara     | definitivo |
| C        | Ebru Mandacı        | İlbank         | definitivo |
| S        | Jovana Vesović      | Severstal      | definitivo |
| S        | Ecem Alıcı          | Galatasaray    | definitivo |
| P        | Cansu Aydınoğulları | Yeşilyurt      | definitivo |
| L        | Funda Bilgi         | Beşiktaş       | definitivo |
| P        | Pelin Çelik         | Sarıyer        | definitivo |
| C        | Vesna Čitaković     | Impel          | definitivo |

| Cessioni | Cessioni     | Cessioni | Cessioni   |
| R.       | Nome         | a        | Modalità   |
| -------- | ------------ | -------- | ---------- |
| P        | Cansu Güngör | ?        | definitivo |
| O        | Elif Boran   | ?        | definitivo |

## Risultati

### Voleybol 1. Ligi

#### Regular season

##### Andata
| 1ª giornata - 20 ottobre 2013 Burhan Felek Spor Salonu, Istanbul     | VakıfBank  | 3 - 1 | Çanakkale   | 25-17, 25-12, 18-25, 25-13        |
| 2ª giornata - 27 ottobre 2013 Anafartalar Spor Salonu, Çanakkale     | Çanakkale  | 1 - 3 | İlbank      | 23-25, 25-23, 19-25, 21-25        |
| 3ª giornata - 3 novembre 2013 Cengiz Göllü Kapalı Spor Salonu, Bursa | Bursa BB   | 3 - 0 | Çanakkale   | 25-18, 25-23, 25-15               |
| 4ª giornata - 6 novembre 2013 Anafartalar Spor Salonu, Çanakkale     | Çanakkale  | 2 - 3 | Sarıyer     | 19-25, 25-19, 14-25, 27-25, 13-15 |
| 5ª giornata - 10 novembre 2013 Başkent Voleybol Salonu, Ankara       | Halkbank   | 3 - 0 | Çanakkale   | 25-22, 25-20, 25-22               |
| 6ª giornata - 13 novembre 2013 Anafartalar Spor Salonu, Çanakkale    | Çanakkale  | 1 - 3 | Beşiktaş    | 24-26, 29-27, 17-25, 16-25        |
| 7ª giornata - 17 novembre 2013 Anafartalar Spor Salonu, Çanakkale    | Çanakkale  | 0 - 3 | Galatasaray | 14-25, 12-25, 10-25               |
| 8ª giornata - 24 novembre 2013 Burhan Felek Spor Salonu, Istanbul    | Fenerbahçe | 3 - 0 | Çanakkale   | 26-24, 25-19, 25-14               |
| 9ª giornata - 30 novembre 2013 Anafartalar Spor Salonu, Çanakkale    | Çanakkale  | 0 - 3 | Eczacıbaşı  | 13-25, 21-25, 20-25               |
| 10ª giornata - 8 dicembre 2013 Ereğli Atatürk Spor Salonu, Konya     | Ereğli     | 0 - 3 | Çanakkale   | 15-25, 17-25, 21-25               |
| 11ª giornata - 15 dicembre 2013 Anafartalar Spor Salonu, Çanakkale   | Çanakkale  | 1 - 3 | Yeşilyurt   | 20-25, 27-29, 25-18, 20-25        |

##### Ritorno
| 12ª giornata - 11 gennaio 2014 Anafartalar Spor Salonu, Çanakkale              | Çanakkale   | 0 - 3 | VakıfBank  | 20-25, 14-25, 13-25               |
| 13ª giornata - 18 gennaio 2014 Başkent Voleybol Salonu, Ankara                 | İlbank      | 3 - 0 | Çanakkale  | 25-15, 25-15, 25-16               |
| 14ª giornata - 25 gennaio 2014 Anafartalar Spor Salonu, Çanakkale              | Çanakkale   | 1 - 3 | Bursa BB   | 12-25, 25-21, 21-25, 13-25        |
| 15ª giornata - 1º febbraio 2014 Bahçeköy Orman Fakültesi Spor Salonu, Istanbul | Sarıyer     | 2 - 3 | Çanakkale  | 19-25, 25-22, 25-27, 25-23, 15-17 |
| 16ª giornata - 8 febbraio 2014 Anafartalar Spor Salonu, Çanakkale              | Çanakkale   | 3 - 2 | Halkbank   | 25-22, 20-25, 25-21, 15-25, 17-15 |
| 17ª giornata - 16 febbraio 2014 BJK Akatlar Arena, Istanbul                    | Beşiktaş    | 1 - 3 | Çanakkale  | 23-25, 24-26, 25-23, 24-26        |
| 18ª giornata - 23 febbraio 2014 Burhan Felek Spor Salonu, Istanbul             | Galatasaray | 3 - 0 | Çanakkale  | 25-16, 25-22, 25-14               |
| 19ª giornata - 11 marzo 2014 Anafartalar Spor Salonu, Çanakkale                | Çanakkale   | 0 - 3 | Fenerbahçe | 16-25, 16-25, 13-25               |
| 20ª giornata - 8 marzo 2014 Eczacıbaşı Spor Salonu, Istanbul                   | Eczacıbaşı  | 3 - 1 | Çanakkale  | 25-21, 25-14, 21-25, 25-23        |
| 21ª giornata - 15 marzo 2014 Anafartalar Spor Salonu, Çanakkale                | Çanakkale   | 3 - 0 | Ereğli     | 25-20, 25-10, 25-18               |
| 22ª giornata - 20 marzo 2014 Yeşilyurt Spor Salonu, Istanbul                   | Yeşilyurt   | 2 - 3 | Çanakkale  | 16-25, 27-25, 17-25, 25-20, 19-21 |

#### Play-out
| Primo round-robin (gara 1) - 6 aprile 2014 Cengiz Göllü Kapalı Spor Salonu, Bursa    | Çanakkale | 3 - 2 | Halkbank  | 23-25, 25-13, 22-25, 25-19, 15-12 |
| Primo round-robin (gara 2) - 7 aprile 2014 Cengiz Göllü Kapalı Spor Salonu, Bursa    | Çanakkale | 3 - 1 | Ereğli    | 25-18, 23-25, 25-12, 25-18        |
| Primo round-robin (gara 3) - 8 aprile 2014 Cengiz Göllü Kapalı Spor Salonu, Bursa    | Sarıyer   | 2 - 3 | Çanakkale | 25-19, 25-27, 28-26, 23-25, 9-15  |
| Secondo round-robin (gara 1) - 13 aprile 2014 Cengiz Göllü Kapalı Spor Salonu, Bursa | Ereğli    | 0 - 3 | Çanakkale | 19-25, 17-25, 14-25               |
| Secondo round-robin (gara 2) - 14 aprile 2014 Cengiz Göllü Kapalı Spor Salonu, Bursa | Halkbank  | 1 - 3 | Çanakkale | 25-21, 23-25, 21-25, 22-25        |
| Secondo round-robin (gara 3) - 15 aprile 2014 Cengiz Göllü Kapalı Spor Salonu, Bursa | Çanakkale | 2 - 3 | Sarıyer   | 18-25, 25-21, 25-23, 18-25, 13-15 |

## Statistiche

### Statistiche di squadra
| Competizione     | Punti | In casa | In casa | In casa | In trasferta | In trasferta | In trasferta | Totale | Totale | Totale |
| Competizione     | Punti | G       | V       | P       | G            | V            | P            | G      | V      | P      |
| ---------------- | ----- | ------- | ------- | ------- | ------------ | ------------ | ------------ | ------ | ------ | ------ |
| Voleybol 1. Ligi | 16,7  | 12      | 2       | 10      | 12           | 4            | 8            | 30     | 11     | 19     |
| Totale           | -     | 12      | 2       | 10      | 12           | 4            | 8            | 30     | 11     | 19     |

G = partite giocate; V = partite vinte; P = partite perse

### Statistiche dei giocatori
| Giocatore        | Campionato | Campionato | Campionato | Campionato | Campionato | Totale | Totale | Totale | Totale | Totale |
| Giocatore        | P          | PT         | AV         | MV         | BV         | P      | PT     | AV     | MV     | BV     |
| ---------------- | ---------- | ---------- | ---------- | ---------- | ---------- | ------ | ------ | ------ | ------ | ------ |
| E. Alıcı         | 13         | 25         | 23         | 1          | 1          | 13     | 25     | 23     | 1      | 1      |
| C. Aydınoğulları | 27         | 62         | 22         | 18         | 22         | 27     | 62     | 22     | 18     | 22     |
| F. Bilgi         | 28         | 2          | 1          | 1          | 0          | 28     | 2      | 1      | 1      | 0      |
| B. Bircan        | 15         | 26         | 21         | 2          | 3          | 15     | 26     | 21     | 2      | 3      |
| P. Çelik         | 16         | 26         | 14         | 8          | 4          | 16     | 26     | 14     | 8      | 4      |
| V. Čitaković     | 19         | 240        | 146        | 79         | 15         | 19     | 240    | 146    | 79     | 15     |
| S. Doğan         | 3          | 1          | 0          | 1          | 0          | 3      | 1      | 0      | 1      | 0      |
| E. Hocaoğlu      | 25         | 169        | 136        | 14         | 19         | 25     | 169    | 136    | 14     | 19     |
| A. Kılıç         | 27         | 129        | 99         | 19         | 11         | 27     | 129    | 99     | 19     | 11     |
| E. Mandacı       | 17         | 30         | 15         | 12         | 3          | 17     | 30     | 15     | 12     | 3      |
| I. Nešović       | 27         | 422        | 363        | 35         | 24         | 27     | 422    | 363    | 35     | 24     |
| M. Ocakçı        | 10         | 1          | 1          | 0          | 0          | 10     | 1      | 1      | 0      | 0      |
| D. Sipahioğlu    | 28         | 141        | 87         | 47         | 7          | 28     | 141    | 87     | 47     | 7      |
| J. Vesović       | 28         | 357        | 319        | 18         | 20         | 28     | 357    | 319    | 18     | 20     |

P = presenze; PT = punti totali; AV = attacchi vincenti; MV = muri vincenti; BV = battute vincenti